# Gabriele Nellissen
Gabriele Nellissen (* 1954) ist eine deutsche Juristin und ehemalige Hochschullehrerin an der Universität Vechta.

## Leben und Wirken
Nellissen studierte ab 1973 Rechtswissenschaften an der Universität Freiburg; 1979 legte sie an der Universität Münster ihr Erstes Juristisches Staatsexamen ab. Ihr anschließendes Referendariat im Bereich des Oberlandesgerichts Oldenburg schloss sie 1982 in Hannover mit dem 2. Juristischen Staatsexamen ab. Noch im selben Jahr wurde sie im Bereich des Landgerichts Oldenburg zur Anwaltschaft zugelassen und praktizierte in der Folge hauptsächlich im Bereich des Sozialrechts. 1987 nahm sie einen Lehrauftrag an der Katholischen Fachhochschule Norddeutschland, Standort Vechta für den Fachbereich Soziale Arbeit an. Ein Jahr später erwarb sie den Fachanwaltstitel für Sozialrecht. 2005 wurde Nellissen mit der sozialrechtlichen Schrift Sozialraumorientierung im aktivierenden Sozialstaat zur Dr. iur. promoviert. Seit dem Wintersemester 2005/06 hatte sie an der Universität Vechta den ordentlichen Lehrstuhl für das Recht der sozialen Dienstleistungen inne. Im September 2022 wurde sie emeritiert; seitdem widmet sie sich wieder vermehrt ihrer anwaltlichen Tätigkeit.

## Forschung und Lehre
Nellissens Forschungsschwerpunkte liegen in allen Bereichen des Sozialrechts, vor allem aber im Bereich des Kinder- und Jugendhilferechts, der Teilhabe behinderter Menschen und der Gerontologie. In diesen Gebieten wirkte sie als Kommentatorin vor allem im JurisPraxis-Kommentar zum SGB VIII und zum SBG IX, aber auch in anderen einschlägigen Kommentaren mit.